# In de Open Lucht
In de Open Lucht (Hongaars: Szabadban) is een compositie van Béla Bartók, een verzameling van vijf stukken voor solo-piano, geschreven in 1926 (Sz. 81, BB 89). In de open lucht (Engels: Out of Doors, Duits Im Freien, Frans: En Plein Air) is een van de weinige composities van Bartók met een programmatische titel. Het stuk bestaat uit vijf onderdelen (aangegeven lengtes gebaseerd op metronoomaanduidingen en met internetlinks naar opnames van Giuseppe Albanese):
1. Met Trommels en Fluiten - pesante 1'45" - Luister
2. Barcarolla - andante 2'17" - Luister
3. Musettes – moderato 2'35" - Luister
4. Muziek van de Nacht – lento - (un poco) pìu andante 4'40" - Luister
5. De Achtervolging – presto 2'00"-2'12" - Luister

## Periode en omstandigheden rondom de compositie
Bartók componeerde In de Open Lucht in Het 'pianojaar' 1926 net als zijn pianosonate, zijn eerste pianoconcert en Negen kleine stukken. Dit opvallend productieve jaar volgde op een periode waarin hij weinig componeerde. Bartók kon na de Eerste Wereldoorlog (1914-1918) moeilijk zijn volksmuziekonderzoek buiten Hongarije voortzetten. Dit intensiveerde de ontwikkeling van zijn eigen persoonlijke stijl, die gekenmerkt wordt door de oplossing van volksmuziek in klassieke muziek. Rond 1926 bestudeerde en reviseerde Bartók Franse en Italiaanse muziek voor toetsinstrumenten van de (pre)-barok, hetgeen zijn stijl in de pianocomposities van 1926 sterk beïnvloedde. Deze periode wordt gekenmerkt door het hoogtepunt van Bartóks benadering van de piano als slaginstrument en in het algemeen als instrument voor geluidseffecten. Bartók schreef vroeg in 1927:

Het lijkt me dat de eigen aard [van de pianoklank] echt expressief wordt door de hedendaagse neiging de piano als slaginstrument te behandelen.

## Relatie tussen de vijf stukken
Hoewel de vijf stukken vaak een suite worden genoemd, speelde Bartók de stukken gewoonlijk niet allemaal. Hij gaf de première van het eerste, vierde en mogelijk het vijfde stuk voor de Hongaarse radio op 8 december 1926 en hij speelde het vierde stuk apart bij zeer veel uitvoeringen; het was een van de stukken die hij het meest speelde. Hij verwees naar de stukken in een brief aan zijn uitgever als vijf vrij moeilijke stukken, dus niet als een suite. Er wordt wel gezegd dat de stukken een boogvorm hebben, met als tonale centra respectievelijk E-G-A-G-E, maar anderen noemen andere tonale centra, bijvoorbeeld D-G-D-G-F. Nissman laat zien hoe de motieven en laatste maten van de individuele stukken logisch tot het volgende stuk leiden. Oorspronkelijk is In de Open Lucht gepubliceerd in twee banden: één met de eerste drie en één met de laatste twee stukken.
Het compositieproces geeft ook enig inzicht in de relatie tussen de vijf stukken. Bartóks eerste schetsen bevatten de stukken 1 en 2 zoals ze uiteindelijk gepubliceerd zijn. Het derde stuk is later toegevoegd, gebaseerd op ongebruikt materiaal voor het derde deel van de Pianosonate. Vermeldenswaardig is dat de laatste twee stukken, 4 en 5, één doorlopend stuk vormen, als "3" genummerd in de schetsen. Bartók heeft een dergelijke nevenschikking (van "Muziek van de Nacht" in een langzaam tempo met een prestodeel) in één enkel stuk of deel ook in het tweede deel van zijn tweede pianoconcert toegepast.

## Bespreking van de individuele stukken

### Met Trommels en Fluiten
Dit is het enige stuk van de vijf waarvan de oorsprong in een lied uit de volksmuziek getraceerd is, Gólya, gólya, gilice (zie afbeelding). Bartók noemde dit stuk in het Hongaars Síppal, dobbal,.... Dit betekent letterlijk vertaald Met fluit, met trommel, ..., tot op de dag van vandaag voor Hongaren een overduidelijk citaat van dit liedje. Het hoofdmotief van Bartóks stuk staat in de maten 9 en 10. Dit motief is overgenomen van de maten 5 en 6 van het volksliedje. De enige verandering die Bartók maakte, was het toevoegen van een syncope. De liedtekst in letterlijke vertaling:

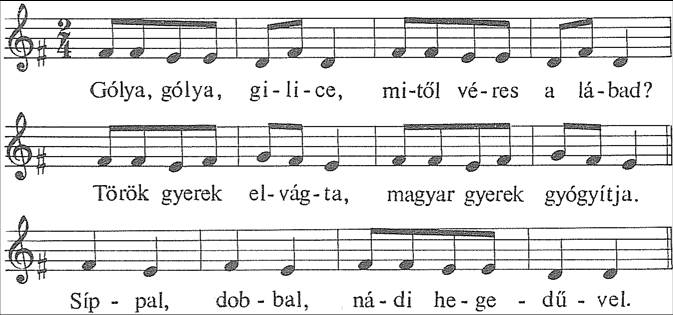
Het volksliedje Gólya, gólya, gilice waarin het fragment voorkomt dat Bartók gebruikte als hoofdmotief voor Met Trommels en fluiten. De Hongaarse titel van het stuk is Síppal, dobbal,..., de eerste twee woorden van het derde systeem.

 Ooievaar, ooievaar, [fantasiewoord], waarom bloedt jouw poot?
Een Turks kind sneed het, een Hongaars kind genas het.
Met een fluit, een trom en een rieten viool.
Het citaat van het liedje dat Bartók gebruikte, bevat slechts het trichord op de tweede stap van het tonale centrum (D) van het liedje: E, Fis en G. Hierdoor zorgt dit motief er in Bartóks stuk voor dat het tonale centrum E is of lijkt, omdat het voornamelijk is gecomponeerd met wat Bartók noemde thematische extensie van het bereik. Maar, net als het liedje, komt het stuk uiteindelijk "thuis" op de eerste stap: het tonale centrum D verschijnt later in het stuk aan het eind van de legato B-sectie (maat 64) en de herhaling van de A-sectie.
Het stuk heeft een driedelige vorm met een zeer percussieve coda. De begin-, laatste en codasectie bestaan uit imitaties van trommels en lage blaasinstrumenten. Een minder percussieve legatobehandeling van de piano komt voor in het middendeel van het midden- en hogere register, een imitatie van hogere blaasinstrumenten.
Bartók heeft een schets gemaakt voor een orkestratie van dit stuk in 1931. Hij gebruikte voor de opening 'trommels', pauken en gran cassa (grote trom); en 'fluiten', (contra)-fagot en trombone.

### Barcarolla
Dit stuk is vooral interessant uit harmonisch oogpunt. Het heeft minder aandacht gekregen in de literatuur dan de andere stukken. De linkerhand speelt legato akkoorden in arpeggio-vorm, die golven nabootsen. De maatsoort en harmonie veranderen voortdurend, vaak elke maat. Voor een barcarolle is er weinig melodie. Voor wat de instrumentale mogelijkheden en geluidseffecten betreft, wordt de piano in dit stuk vrij traditioneel benaderd.

### Musettes
De titel verwijst naar de musette, een klein soort doedelzak. Bartók werd geïnspireerd door Couperin die klavecimbelstukken schreef die dit instrument imiteerden. Het stuk bestaat vooral uit klanknabootsingen van een tweetal (slecht gestemde) musettes. Er is weinig melodie. Met Trommels en fluiten en Tamboerijn van Bartóks Negen kleine stukken bestaat op eendere wijze uit de nabootsing van traditionele instrumenten.
Een opmerkelijke aanwijzing is Due o tre volte ad libitum (letterlijk Twee of drie keer naar believen) hetgeen de uitvoerende een vrijheid geeft die zeldzaam is de klassieke muziek en die de improvisatorische en spontane aard van volks-doedelzakmuziek onderstreept. Het sostenutopedaal van de vleugel is nodig voor een goede uitvoering van de laatste vier maten. Dit pedaal komt ook in Met Trommels en fluiten van pas, maar is daar niet noodzakelijk.

### Muziek van de Nacht
Dit stuk had meteen een goede kritiek in Hongarije, in tegenstelling tot veel ander werk van Bartók. Stevens wijst al in zijn vroege biografie (1953) op de kwaliteit en het belang van dit werk en de meeste literatuur zet deze hoge waardering voort. Het is een van de eerste zo niet het eerste stuk van Bartóks 'Nachtmuziek'-type.
De vorm wordt verschillend omschreven in de literatuur, bijvoorbeeld vrije-rondovorm, ABACABA en als driedelig waarin het middendeel een doorwerking is.
Weinig verschil van mening is er echter over de drie typen materiaal die er in het stuk voorkomen:

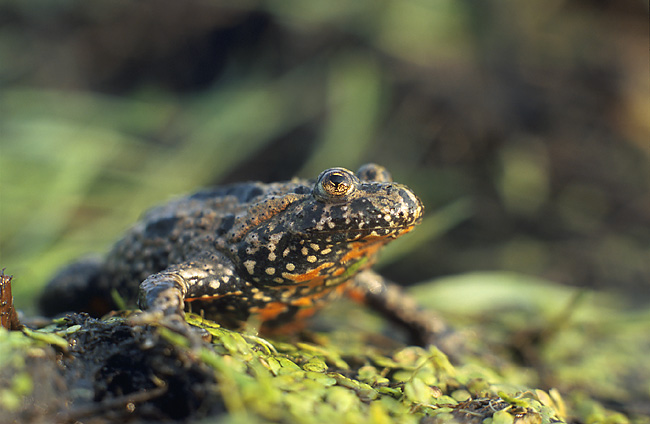
De roodbuikvuurpad (Bombina bombina), waarvan het gekwaak wordt geïmiteerd in Muziek van de Nacht. Na zijn eerste luidruchtige verschijning in maat 6, figureert hij doorlopend met lak aan maat en toonsoort. Hij kwaakt voor het laatst, in maat 70 en springt er dan vandoor.

1. A Imitatie van de nachtelijke geluiden in een Hongaarse zomer[13], tonaal centrum G of onduidelijke toonsoort. Een zeer dissonant gearpeggieerd clusterakkoord (Eis, Fis, G, Gis, A) wordt continu herhaald op de tel. Op deze achtergrond weerklinken in willekeurige volgorde zes soorten imitaties van natuurlijke geluiden (vogels, cicaden, en de kenmerkende roodbuikvuurpad). Dit materiaal komt voor in de maten 1-17, 34-37, 48, en 67-71. Er zijn korte citaten in maten 25-26 en 60, terwijl het gearpeggieerde clusterakkoord vaak is toegevoegd aan het B- en C-materiaal. De Tsjechische schrijver Milan Kundera omschrijft deze sectie als dat de geluiden van de natuur Bartók motieven van een zeldzame vreemdheid ingeven[14].
2. B Koraal in G. Dit materiaal komt voor in de maten 17-34 en 58-66.
3. C Imitatie van een boeren- of herdersfluit in C#, strikt in de Dorische modus. Bartók componeerde vaak contrasterende delen met tonale centra die een tritonus van elkaar afliggen, hier Cis-G. Dit materiaal komt voor in de maten 37-58, 61-67, en 70-71.

Opvallende overlapping komt voor in de maten 61-66, waar het koraal (B) en de fluit (C) samen klinken. Dit is echter geenszins een traditioneel duet, want de karakters, tempo’s en tonale centra van de twee delen verschillen sterk, zoals vaak in Bartóks nachtmuziek.

Het willekeurig voorkomen van de natuurgeluiden in het A-materiaal maakt het extreem moeilijk het stuk uit het hoofd te leren. Maar dit is ook niet nodig, getuige de anekdote van Mária Comensoli, een pianoleerlinge van Bartók. Zij was met stomheid geslagen toen ze voor het eerst voor hem Muziek van de nacht uit haar hoofd speelde (zoals gebruikelijk in Bartóks lessen) en Bartók opmerkte:

Speel je precies hetzelfde aantal versieringen die de geluiden van de nacht imiteren en precies waar ik ze heb opgenomen in de partituur? Dit hoeft niet zo serieus genomen te worden, je kunt ze waar dan ook spelen en zo veel als je goeddunkt 
De talrijke en precieze dynamische en aanslagtekens getuigen hoe Bartók zeer specifieke uitvoering en geluidseffecten beoogde. Drie voetnoten betreffen de precieze uitvoering van figuren met arpeggios en voorslagen. De vierde voetnoot instrueert de pianist het clusterakkoord E, F, Fis, G, Gis, A, Bes, Ces (dus alle toetsen van E tot en met B, verderop D tot en met A) met de palm van de hand te spelen.

### De Achtervolging
Dit stuk bestaat uit vijf melodische episoden, voorafgegaan en meestal gescheiden door 'ritornel'-achtige passages van herhaalde clusterakkoorden in een botsend ritme (duolen in 6/8 maat). De linkerhand speelt een ostinato-akkoord van F, Gis, B, Cis en E als kwintool waarvan de E op de tel valt (6/8 maat). Er zijn verschillende meningen over de vraag of de E zelf een tonaal centrum is of de leidtoon van het tonale centrum F, wat het 'achtervolgingskarakter' van het stuk versterkt. Slechts in de vierde episode wordt de ostinato linkerhand uitgebreid tot B, D, G, Ais, F, Gis, Cis, E (in twee kwartolen per twee tellen in 6/8 maat (Ais en E op de tel). Dit stuk is technisch moeilijk: 
Uit het oogpunt van techniek en uithoudingsvermogen, vooral voor de linkerhand, zou dit [stuk] gemakkelijk het meest veeleisende kunnen zijn in heel Bartóks oeuvre.

## Uitgaven van de partituur en opnamen

### Partituur
De uitgave van Boosey en Hawkes is een facsimile van de originele uitgave van Universal Edition, hoewel enkele voetnoten en de titels in verschillende talen verloren zijn gegaan. Er is een nieuwe uitgave van Boosey en Hawkes van onder anderen Peter Bartók. De erratalijst van de standaarduitgave van Universal Edition is beschikbaar via errata.
Op IMSLP was een Russische uitgave beschikbaar die een aantal vingerzettingen en zeer onkarakteristieke pedaalaanwijzingen gaf. De vertaling van de titels van de stukken terug naar het Hongaars was ook geen succes: De Achtervolging werd Vervolging en de traditionele fluiten in het eerste stuk zijn dwarsfluiten geworden.

### Enkele opnamen
1. Bartók had plannen zelf het vierde stuk op te nemen. Hij schreef dat het ongeveer vierenhalve minuut zou duren. Er is echter geen opname bekend.
2. Sándor György  was een leerling van Bartók.
3. Zoltán Kocsis  Heeft het gehele oeuvre van Bartók voor solo piano opgenomen waarbij hij probeerde zo dicht mogelijk bij Bartóks aanwijzingen en Bartóks eigen optreden te blijven. De tempi volgt hij strikt, ook het hoge tempo van 160 tellen (gepunteerde kwartnoten) per minuut in De Achtervolging.
4. Murray Perahia  heeft een CD gemaakt met hoogtepunten van Bartóks werk voor solo piano.